# Bolivianisches Kinderhilfswerk
Das Bolivianische Kinderhilfswerk e. V. (BKHW) ist ein gemeinnütziger Verein mit Sitz in Stuttgart. Ziel des Vereins ist es, Projekte und Organisationen in Bolivien zu unterstützen, die Kinder, Jugendliche und deren Familien fördern. Besonders Kinder und Jugendliche sollen sich in Freiheit entfalten, ihr Leben selbst gestalten, sich in die Gesellschaft eingliedern, persönlich Verantwortung übernehmen und die gesellschaftliche Entwicklung mitgestalten.
Nach dem Motto „global lernen – nachhaltig entscheiden – selbstbestimmt handeln“ hilft das BKHW in den Projekten grundlegende Bedürfnisse zu befriedigen sowie die Verbesserung der Bildung zu ermöglichen. Das BKHW setzt sich dafür ein, dass Menschen unterschiedlichen Ursprungs in einer zunehmend vernetzten Welt mit- und voneinander lernen und trägt dazu bei, dass Abhängigkeiten überwunden und Menschen befähigt werden, ihr Handeln selbst zu bestimmen.
Dies erreicht der Verein einerseits durch das Sammeln von Geldspenden und die Unterstützung von Partnerorganisationen, andererseits mit der Durchführung von Freiwilligendiensten.

## Geschichte
Das Bolivianische Kinderhilfswerk e. V. wurde am 23. Juni 1985 durch den Deutsch-Bolivianer Fritz Stratmann in Grönwohld bei Hamburg mit dem Ziel gegründet, Waisenhäuser in Bolivien mit Spenden und Arbeit von Paten zu unterstützen.
Nach seinem Tod im Jahr 1987 wurde das Fortbestehen des Vereins auf der Mitgliederversammlung vom 5. März 1988 gesichert, Sitz der Geschäftsstelle wurde Wendlingen.
In den Jahren 1988 bis 1991 wurden Kinderkleidung, Nahrungsmittel und Medikamente im Gesamtgewicht von über 2,5 Tonnen per Luftfracht verschickt. Diese Aktivitäten wurden jedoch wieder eingestellt, da Sachspenden zu zeitaufwändig und kostspielig waren und mit Geldspenden einfacher und gezielter geholfen werden konnte.
In den 1990er Jahren begann das BKHW, mit Spenden den Aufbau des Projektes CEMVA (Centro Educativo Multifuncional Villa Armonía) in Sucre zu fördern. Aufgrund des Bevölkerungszuwachses durch den Zuzug vieler Menschen aus den ländlichen Regionen in die Stadt waren ein Kindergarten und eine Schule im Norden Sucres (im Stadtteil Villa Armonía) dringend erforderlich geworden. Mit staatlicher Co-Finanzierung konnten auch die technischen Werkstätten CEMVA und Alegria aufgebaut werden. Das Projekt ist bis heute eines der regelmäßig unterstützten Partnerprojekte des BKHW.
Des Weiteren wurden mehrere Kampagnen zur Findung herzkranker Kinder des Cardiocentro in La Paz durch das BKHW finanziert.
Im Laufe der Jahre kamen weitere Bildungsprojekte hinzu, die mit Spenden unterstützt wurden. Die gesamte Projekt- und Verwaltungsarbeit leisteten bis zum Jahr 2009 ehrenamtliche Mitarbeiter.
Im Jahr 2010 wurde das Bolivianische Kinderhilfswerk e. V. mit dem Eine-Welt-Preis Baden-Württemberg für entwicklungspolitisches Engagement in der Kategorie Nichtregierungsorganisation und privates Engagement im Ausland ausgezeichnet. Der Preis wird von der Stiftung Entwicklungs-Zusammenarbeit Baden-Württemberg (SEZ) alle drei Jahre verliehen.
Aufgrund des Ausbaus der Aktivitäten wurde es ab 2009 notwendig, die ehrenamtlichen Mitarbeiter hauptamtlich zu unterstützen. Der Sitz der Geschäftsstelle wurde 2012 nach Stuttgart verlegt.
Im Jahr 2020 sammelte das BKHW durch eine große Spendenaktion Gelder für die Corona-Soforthilfe. Dabei wurden durch freiwillige Helfer vor Ort Lebensmittel gekauft, Pakete gepackt und an über 800 Familien verteilt.
Derzeit (Stand Januar 2021) unterstützt und fördert das BKHW fünf Projekte in Bolivien.

## Geschäftsstelle Stuttgart
Im Jahr 2020 zählte der Verein sechs festangestellte Mitarbeiter in Stuttgart. Die Geschäftsführung arbeitet seit dem Jahr 2019 ehrenamtlich, ebenso der Vorstand. Der Verein wird zudem durch Ehrenamtliche unterstützt.
Zweimal jährlich findet eine Mitgliederversammlung statt, um über wichtige Entscheidungen im Verein abzustimmen.

## Freiwilligendienst
Seit 2006 entsendet das BKHW Freiwillige nach Bolivien. Im Juli 2008 erhielt das BKHW die Anerkennung als Entsendeorganisation im Rahmen des weltwärts-Freiwilligenprogramms des Bundesministeriums für wirtschaftliche Zusammenarbeit und Entwicklung. Im Rahmen des Freiwilligendienstes weltwärts Nord-Süd werden seitdem regelmäßig deutsche Freiwillige nach Bolivien entsendet. Dort unterstützen sie mit ihrem Engagement für zwölf Monate die Partnerorganisationen. Der weltwärts Freiwilligendienst beim BKHW ist regelmäßig Quifd-zertifiziert.
Seit 2014 gibt es auch für Jugendliche des globalen Südens im Rahmen des Programms weltwärts Süd-Nord die Möglichkeit, einen Freiwilligendienst in Deutschland zu absolvieren und dabei in deutschen Projekten, Vereinen und Organisationen mitzuhelfen. Das BKHW ist hier seit Beginn des Programms beteiligt und empfängt jedes Jahr bolivianische Freiwillige.
In den letzten Jahren wurden im Rahmen des weltwärts Freiwilligendienstes insgesamt über 400 Freiwillige von Deutschland nach Bolivien entsendet und über 80 bolivianische Freiwillige in Deutschland empfangen.
Viele ehemalige Freiwillige engagieren sich auch nach ihrem weltwärts Freiwilligendienst weiterhin für den Verein.

## Arbeitsschwerpunkte

### Partnerprojekte
Im Mittelpunkt der Arbeit steht die Förderung von Bildungsprojekten in Bolivien. Dabei unterstützt das BKHW kontinuierlich fünf Projekte in Sucre und La Paz, die Kindern nach der Schule ein warmes Mittagessen, Hausaufgabenbetreuung und eine sinnvolle Freizeitgestaltung ermöglichen (Stand Januar 2021).
Die enge und kontinuierliche Zusammenarbeit mit den Partnerorganisationen und der persönliche Kontakt sowie die Rückmeldungen durch die in den Partnerorganisationen eingesetzten Freiwilligen gewährleisten einen nachhaltigen Einsatz der Mittel.

### Patenschaftsprogramm
Das BKHW unterhält ein Patenschaftsprogramm in den Partnerprojekten. Damit möchte der Verein Kinder und deren Familien direkt unterstützen.

### Sonderprojekte
Das BKHW führt zusätzlich zeitlich begrenzte Sonderprojekte durch, die über Gelder aus Stiftungen oder anderen Drittmitteln finanziert werden.
Im Jahr 2020 konnte das Projekt Recycling – ein integratives und grünes Geschäft in Santa Cruz erfolgreich abgeschlossen werden. Dieses Projekt unterstützte Müllsammler, die auf den Straßen der größten Stadt Boliviens Müll sammeln, recyceln und weiterverkaufen.
2021 unterstützt das BKHW das Projekt Eine Bibliothek für Charahuayto. Ziel dieses Projekts ist die Errichtung einer Bibliothek in einem ländlichen Gebiet, in der Kinder der Region ein breites Angebot an Büchern, Spielen, Instrumenten und kreativen Beschäftigungen finden werden, um ihnen den Zugang zu höherwertiger Bildung zu ermöglichen.

### Öffentlichkeitsarbeit und Veranstaltungen
Ein wichtiger Bestandteil der Öffentlichkeitsarbeit in Deutschland ist die Information der Bevölkerung über die Situation der Kinder und Jugendlichen in Bolivien, die unterstützten Projekte und die Verwendung der Spenden. Das BKHW informiert über eine eigene Website, Jahresberichte und vierteljährliche Newsletter sowie über die Social-Media-Kanäle Instagram und Facebook. Darüber nimmt das BKHW an kulturellen Veranstaltungen und Stadtteilfesten, insbesondere im Raum Stuttgart, teil.

## Finanzierung und Transparenz
Das BKHW finanziert sich hauptsächlich aus öffentlichen Zuwendungen, Spenden und Beiträgen der Mitglieder sowie aus Fördermitgliedschaftsbeiträgen.
Im Jahresbericht informiert der Verein über die Aktivitäten des Vorjahrs und die Verwendung der Gelder.
Das BKHW wird durch die externe Wirtschaftsprüfungsgesellschaft KPMG jährlich geprüft.

### DZI-Spendensiegel
Am 9. Juni 1994 erhielt der Verein zum ersten Mal das Spendensiegel des Deutschen Zentralinstituts für soziale Fragen. Seither wird der Verein jährlich zertifiziert. Der Anteil der Werbe- und Verwaltungsausgaben an den Gesamtausgaben ist nach DZI-Maßstab regelmäßig niedrig (d. h. er liegt unter 10 %).

### Quifd-Siegel
Seit 2014 ist das BKHW mit dem Quifd-Siegel (Qualität in Freiwilligendiensten) ausgezeichnet. Quifd schafft ein Forum für Qualitätsbewusstsein für Anbieter von Freiwilligendiensten und trägt zu Transparenz und Vergleichbarkeit bei. Ihr Qualitätssiegel ist ein sichtbares Element von Qualität in Freiwilligendiensten.